# Beat Marti
Beat Marti (Coira, 9 giugno 1972) è un attore e imprenditore svizzero naturalizzato tedesco.

## Vita privata
Nato a Coira, si è formato alla Hochschule für Musik und Theater di Zurigo. Il fratello Urs Marti è un imprenditore e politico. Dal 1998 vive a Berlino, ed ha ottenuto la cittadinanza tedesca. Nel 2006 ha sposato l'attrice berlinese Delia-Deborah Wagner.

## Carriera
Ha recitato in diverse produzioni, sia cinematografiche che televisive, perlopiù in Svizzera e Germania. Il suo primo film da protagonista è stato I was a Swiss Banker, del regista svizzero Thomas Imbach, per il quale fu candidato come miglior attore al premio del cinema svizzero.
È attivo anche a teatro, soprattutto a Zurigo ed Amburgo.
Nel 2009 ha aperto con la moglie a Berlino l'agenzia per attori LuckyPunch.

## Filmografia parziale
- I was a Swiss Banker (2007), regia di Thomas Imbach
- Canzun alpina (2008), regia di Sören Senn (Film TV)
- Sunny Hill (2008), regia di Luzius Rüedi
- Die Stein - serie TV, 10 episodi (2011)
- True Love Ways (2015), regia di Mathieu Seiler